# Чо Бо А

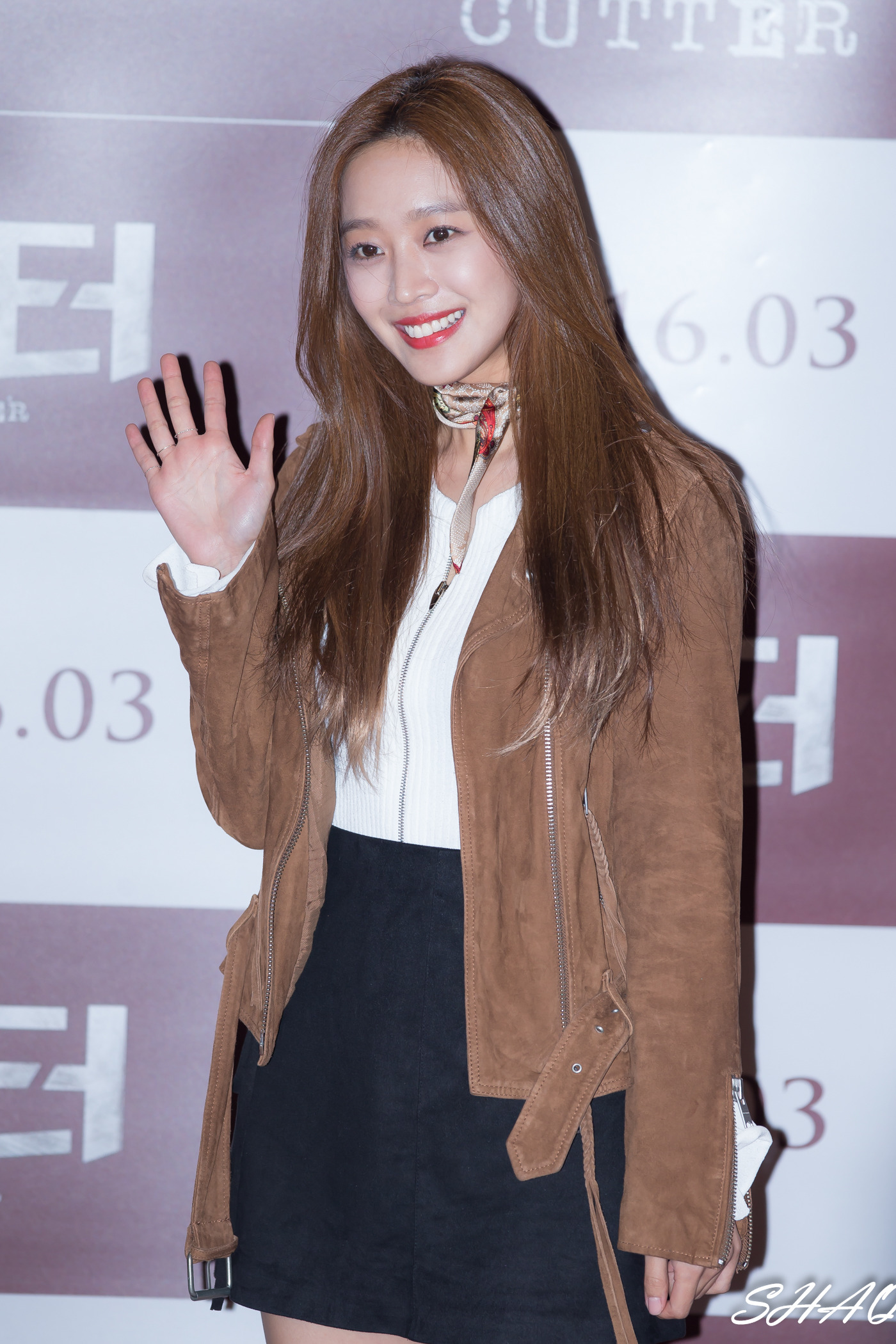
Чо Бо А на вип-премьере фильма Eclipse в 2016 году

Чо Бо Юн (кор. 조보윤, род. 22 августа 1991, Сеул), более известная как Чо Бо А (кор. 조보아) — южнокорейская актриса. Она известна по своим ролям в фильмах «До свидания» (2018), «Мой странный герой» (2018), «Лес» (2020), «История девятихвостого лиса» (2020), «Военный прокурор Доберман» (2022) и «Соединённые судьбой» (2023).

## Ранние годы

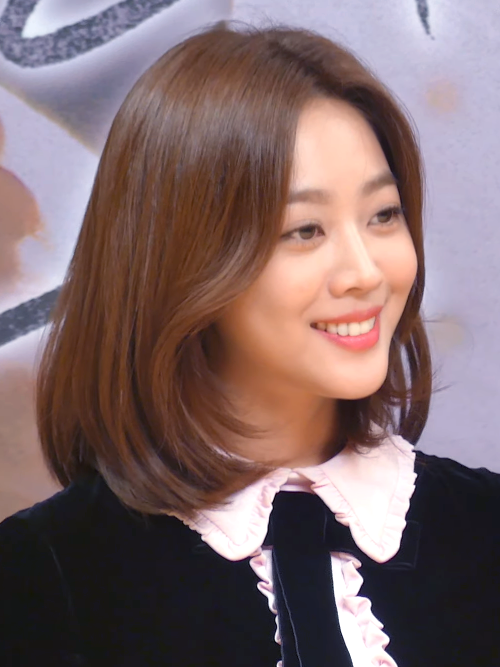
Чо Бо А осенью 2018 г.

Чо Бо А родилась под именем Чо Бо Юн 22 августа 1991 года в Соннэ-доне, Сеул, Южная Корея. Она окончила Университет Сонгюнгван по специальности «Исполнительское искусство». У неё есть младшая сестра, и она принадлежит к клану Чханненджо.

## Карьера
Чо дебютировала в качестве актрисы в 2011 году, сыграв небольшую роль в ежедневном ситкоме «Я живу в Чхондам-доне» на кабельном канале JTBC. Затем последовала работа в качестве ведущей в программе прослушивания Made in U (также на JTBC) и появление в совместном корейско-японском проекте Koisuru Maison ~Rainbow Rose~. 
В 2012 году она получила свою первую главную роль — бывшей богатой девушки, влюбившейся в рокера, в сериале телеканала tvN о взрослении «Shut Up Flower Boy Band». Позже в том же году она появилась в своём первом сетевом телесериале, сыграв второстепенную роль в исторической драме MBC «Королевский доктор». 
В 2013 году Чо и Ким Убин в течение двух недель (4 и 11 апреля) вели еженедельное музыкальное шоу M Countdown на канале Mnet. 
В 2014 году Чо получила свою первую роль в фильме «Невинная вещь», где она сыграла роль проблемной, соблазнительной девушки-подростка, которая влюбляется в своего учителя физкультуры. Вернувшись на кабельное телевидение, она сыграла главную роль в романтическом комедийном сериале «Праздная русалочка», современной интерпретации «Русалочки», действие которой происходит в конкурентной среде корейских рабочих коллективов. 

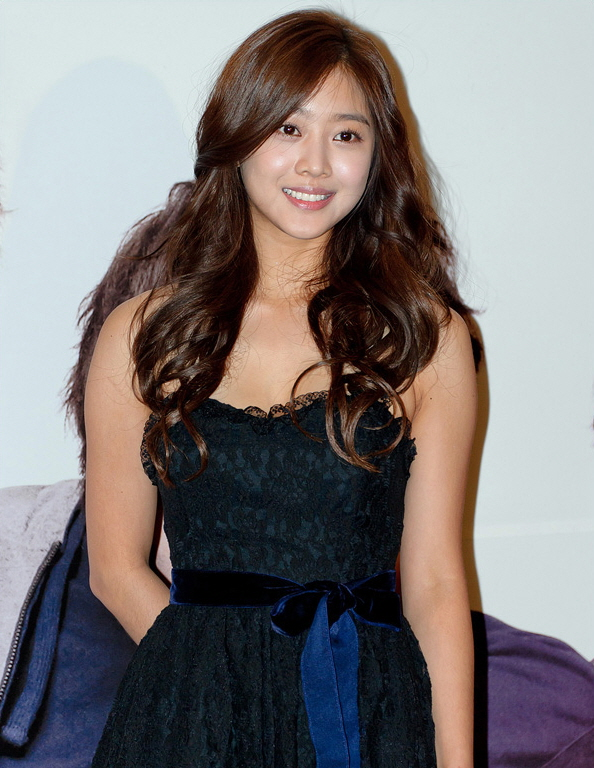
Чо Бо А на премьере фильма «Flower Band» в 2012 году

В 2015 году она попробовала себя в новом жанре, снявшись в полицейской драме OCN «Пропавший без вести», где она сыграла детектива из оперативной группы по поиску пропавших без вести. Затем она присоединилась к актёрскому составу семейной драмы выходного дня на канале KBS «Всё о моей маме» и снялась в веб-сериале «Любовные клетки 2», адаптированном из вебтуна с таким же названием. 
В 2016 году Чо снялась в мелодраме о мести «Монстр» и романтическом комедийном сериале «Милый незнакомец и я». В 2017 году она снялась в романтической мелодраме «Температура любви» и двухсерийной драме «Давай встретимся, Чжу-о». 
В 2018 году Чо снялась в фильме «Прощай, прощай», основанном на вебтуне об историях двух женщин. Она сыграла студентку университета, которая сталкивается с трудностями, будучи матерью-одиночкой. В том же году она снялась в романтической комедийной драме «Мой странный герой». 
В 2020 году она снялась в романтической драме «Лес» в роли врача. В том же году она получила роль телевизионного продюсера по имени Нам Джиа в фэнтезийной драме «Сказание о Кумихо». 
В феврале 2021 года Чо подписала контракт с KeyEast после истечения срока её контракта с бывшим агентством. В 2021 году она получила роль в новой военной драме «Военный прокурор Доберман», которая выйдет в эфир в 2022 году, в роли Ча У Ин, военного прокурора, которая скрывает свою мстительную натуру. 
В 2023 году Чо снялась в сериале «Соединённые судьбой» в роли госслужащей, нашедшей секретную коробку, которая может стать ключом к прекращению семейного проклятия одинокого адвоката. 20 сентября она получила роль в детективной мелодраме Netflix «Хон Ран». 
3 января 2024 года было объявлено, что Чо покинет KeyEast после истечения срока её контракта в конце января. 16 февраля она подписала контракт с новым агентством XYZ Studio.

## Личная жизнь
28 августа 2024 года студия XYZ объявила, что Чо Бо А выйдет замуж за своего парня, не являющегося знаменитостью, в октябре.
Чо Бо А сыграла частную свадьбу со своим бойфрендом в Сеуле, Южная Корея, 12 октября 2024 года.